# Yokohama Arena
El Yokohama Arena (横浜アリーナ, Yokohama Arīna) es un centro deportivo cubierto que se encuentra en Yokohama, Japón. Está a cinco minutos andando de la estación de Shin-Yokohama, parada de los trenes de alta velocidad de la compañía Japan Rail. La capacidad es de 17000 personas y fue abierto en 1989. La primera gira mundial de SmackDown! fue realizada aquí, el show del décimo aniversario para el «Frontier Martial-Arts Wrestling» también se celebró aquí en 1999.
Además también ha acogido conciertos de Walküre, May'n, George Harrison, UVERworld, Morning Musume, Ayumi Hamasaki, BoA, BUCK-TICK, Mariah Carey, Nana Mizuki, Madonna, Whitney Houston, Oasis, Beady Eye, Linkin Park, AC/DC, The Rolling Stones, Michael Jackson, Paula Abdul, One Ok Rock, Gloria Estefan, Steve Winwood, L'Arc~en~Ciel, Céline Dion, Queen + Paul Rodgers, SCANDAL, Lady Gaga, Destiny's Child, Red Hot Chili Peppers, Dream Theater, °C-ute , SUPER BEAVER, the GazettE, Pantera, coldrain, Band-Maid, entre otros.